# ASIAN KUNG-FU GENERATION presents NANO-MUGEN COMPILATION 2009
『ASIAN KUNG-FU GENERATION presents NANO-MUGEN COMPILATION 2009』（アジアン・カンフー・ジェネレーション プレゼンツ ナノ ムゲン コンピレーション にせんきゅう）は、ASIAN KUNG-FU GENERATIONが開催するロック・フェスティバル「NANO-MUGEN FES.2009」に出演する全アーティストによる、コンピレーション・アルバムである。2009年7月1日にキューンレコードから発売された。完全生産限定盤はTシャツ付。

## 収録曲
1. 夜のコール / ASIAN KUNG-FU GENERATION
作詞：後藤正文 作曲：山田貴洋・後藤正文
2. Zak And Sara / Ben Folds
作詞・作曲：Ben Folds
3. Stereotypes / FARRAH
作詞・作曲：ジェズ・アシャースト(Jez Ashurst)
4. Oats We Sow / Gregory and the Hawk
作詞・作曲：Gregory and the Hawk
5. Suburban Knights / HARD-FI
作詞・作曲：リチャード・アーチャー(Richard Archer)
6. Silver Birch / the HIATUS
作詞・作曲：細美武士
7. Morning Sun / 清竜人
作詞・作曲：清竜人
8. SURRENDER / lostage
作詞：五味岳久 作曲：lostage
9. Everything Must Go / MANIC STREET PREACHERS
作詞・作曲：ジェームス・ディーン・ブラッドフィールド(James Dean Bradfield)・ニッキー・ワイアー(Nicky Wire)・ショーン・ムーア(Sean Moore)
10. marm / mudy on the 昨晩
作曲：mudy on the 昨晩
11. Weightless / nada surf
作詞・作曲：マシュー・カーズ(Matthew Caws)・アイラ・エリオット(Ira Elliot)・ダニエル・ロルカ(Daniel Lorca)
12. ピンホール / OGRE YOU ASSHOLE
作詞：出戸学 作曲：OGRE YOU ASSHOLE
13. ナイトフィッシングイズグッド / サカナクション
作詞・作曲：山口一郎
14. 8823 / スピッツ
作詞・作曲：草野正宗
15. Magic Blue Van / ストレイテナー
作詞・作曲：ホリエアツシ
16. Rock Star -Understand- / THE YOUNG PUNX!
作詞・作曲：後藤正文・ハル・リットソン(Hal Ritson)・ラウラ・キッド(Laura Kidd)
17. HELLO（蘇えるライブバージョン） / ユニコーン
作詞・作曲：阿部義晴